# La Fleur millénaire
La Fleur millénaire (女王の花, Joō no hana) est un manga de type shōjo écrit et dessiné par Kaneyoshi Izumi. Il est prépublié dans le magazine Betsucomi à partir 2007 et édité par Shōgakukan. Le 15e et dernier tome paraît le 24 mars 2017 au Japon. Une version francophone est publiée par Kazé entre le 6 mars 2013 et le 5 juillet 2017.
En 2015, la série est récompensée par le Prix Shōgakukan du meilleur shōjo.

## Synopsis
Aki est une jeune princesse, fille du roi de Â et de la reine de Ko. Cependant, elle et sa mère vivent dans la pauvreté sous les menaces de la reine de Do, la deuxième épouse du Roi de Â, qui a donné naissance à un fils et souhaite récupérer le titre de première reine. Un jour, Aki rencontre un jeune esclave étranger aux cheveux dorés et aux yeux bleus au nom de Hakusei, qui après un concours de circonstances jure allégeance à la princesse et se met à son service. Peu après, les deux compagnons font la rencontre de Seitetsu, marchand dans la cité, qui décide en secret d'enseigner à Aki les six arts, nécessaires pour devenir une princesse digne de ce nom.
Quelques années plus tard, Aki profite d'une partie de chasse pour dévoiler ses nouvelles compétences, espérant ainsi gagner le respect du roi de Â. Mais en voulant trop bien faire, Aki humilie son jeune demi-frère, futur héritier de trône. Elle est alors envoyée comme otage au pays de Ko pour calmer les tensions, ce qui n'empêche pas la reine de Dô d'empoisonner la mère d'Aki. La jeune princesse part donc en compagnie de Hakusei avec la décision de revenir se venger de sa belle-mère.

## Personnages principaux
Aki
Personnage principal, jeune princesse, fille du roi de Â et de la reine de Kô.
Hakusei
Jeune esclave à la chevelure d'or et aux yeux couleur ciel , au service de Aki, il est d'origine étrangère.
Seitetsu
Marchand qui prend Aki sous son aile et lui apprend les "Six Arts".
Reine de Kô
Première épouse du Roi de Â, mère de Aki.Elle est morte dans le tome 1 , empoisonnée.
Reine de Dô
Deuxième épouse du Roi de Â, mère du Prince, elle a les faveurs du roi et déteste Aki.
Roi de Â
Père de Aki et du Prince, il a délaissé la reine de Kô au profit de la reine de Dô et de son fils. Il a envoyé comme otage sa fille Aki au pays de Kô.
Prince
Jeune prince, fils du roi de Â et de la reine de Dô, demi-frère d'Aki, il est prétendant au trône.

## Manga
Le manga est prépublié dans le magazine shōjo Betsucomi de l'éditeur Shōgakukan entre le 13 octobre 2007 et le 13 décembre 2016. Il est compilé en 15 volumes parus entre 2008 et 2017.
Une version francophone est publiée par Kazé dans la collection Shojo entre le 6 mars 2013 et le 5 juillet 2017. Il est également publié à Taiwan par Ever Glory Publishing.

### Liste des volumes
| no | Japonais        | Japonais          | Français         | Français          |
| no | Date de sortie  | ISBN              | Date de sortie   | ISBN              |
| -- | --------------- | ----------------- | ---------------- | ----------------- |
| 1  | 26 août 2008    | 978-4-09-132009-4 | 6 mars 2013      | 978-2-82030-589-3 |
| 2  | 26 juillet 2010 | 978-4-09-133383-4 | 2 mai 2013       | 978-2-82030-681-4 |
| 3  | 26 janvier 2011 | 978-4-09-133654-5 | 17 juillet 2013  | 978-2-82030-711-8 |
| 4  | 26 juillet 2011 | 978-4-09-133690-3 | 4 septembre 2013 | 978-2-82030-748-4 |
| 5  | 26 janvier 2012 | 978-4-09-134308-6 | 20 novembre 2013 | 978-2-82031-552-6 |
| 6  | 24 août 2012    | 978-4-09-134500-4 | 5 février 2014   | 978-2-82031-576-2 |
| 7  | 26 février 2013 | 978-4-09-135085-5 | 7 mai 2014       | 978-2-82031-593-9 |
| 8  | 26 août 2013    | 978-4-09-135449-5 | 6 août 2014      | 978-2-82031-751-3 |
| 9  | 26 février 2014 | 978-4-09-135764-9 | 12 novembre 2014 | 978-2-82031-873-2 |
| 10 | 26 août 2014    | 978-4-09-136312-1 | 18 février 2015  | 978-2-82032-699-7 |
| 11 | 26 février 2015 | 978-4-09-136820-1 | 1er juillet 2015 | 978-2-82032-044-5 |
| 12 | 26 août 2015    | 978-4-09-137649-7 | 2 décembre 2015  | 978-2-82032-243-2 |
| 13 | 26 février 2016 | 978-4-09-138289-4 | 25 mai 2016      | 978-2-82032-463-4 |
| 14 | 26 août 2016    | 978-4-09-138479-9 | 14 décembre 2016 | 978-2-82032-536-5 |
| 15 | 24 mars 2017    | 978-4-09-139124-7 | 5 juillet 2017   | 978-2-82032-841-0 |